# Eleonora Bergman
Pour les articles homonymes, voir Bergman.
 (avril 2018).
Si vous disposez d'ouvrages ou d'articles de référence ou si vous connaissez des sites web de qualité traitant du thème abordé ici, merci de compléter l'article en donnant les références utiles à sa vérifiabilité et en les liant à la section « Notes et références ».
Eleonora Bergman, née le 22 octobre 1947 à Łódź est une historienne de l’architecture polonaise et directrice de l’Institut historique juif à Varsovie dans les années 2007-2011.

## Biographie
Elle est née dans une famille juive, fille de Stefan Bergman (1904-2000) et Aleksandra Bergman, née Kuczkowska (1906-2005), et sœur de Zofia Bergman-Zarębska (1934-2013), biologiste et maître de conférences à l’Institut de biochimie et biophysique de l’Académie polonaise des sciences.
Diplômée d’architecture à l’École polytechnique de Varsovie, elle travaillait à l’Institut d’Urbanisme et d’Aménagement du Territoire (Instytut Urbanistyki i Architektury (pl)) et ensuite dans les Ateliers de Conservation et Restauration du Patrimoine. Elle a coopéré avec l’Institut de l’Art de l’Académie polonaise des sciences en faisant des mesures des monuments historiques dans des plusieurs régions de Pologne. Elle est auteur et co-auteur de nombreuses recherches en histoire et en urbanisme pour les plans d’aménagement urbain, avant tout en Mazovie et en Silésie.
Depuis le milieu des années 1980, elle s’occupe du patrimoine culturel juif. En 1997, elle a obtenu un doctorat en sciences humaines dans le domaine de l’histoire à l’Institut de l’Histoire de l’art de l’Université de Varsovie pour une thèse: Orient w architekturze synagog na ziemiach polskich w XIX i na początku XX wieku. Elle était bénéficiaire d’une bourse du Centre international d’études pour la conservation et la restauration des biens culturels à Rome et les deux fois du Memorial Foundation for Jewish Culture à New York. Depuis 1991, elle travaille à l’Institut historique juif dont elle était la directrice dans les années 2007-2011. Elle est co-auteur du projet des mémoriaux du mur du ghetto de Varsovie.
Elle est membre du Conseil de la Fondation Auschwitz, et à partir du 1er novembre 1991, du Conseil pour la Protection de la Mémoire du Combat et du Martyre.
Le 25 octobre 2012, elle reçoit le Croix de chevalier de la Légion d’honneur.

## Publications
- „Nie masz bóżnicy powszechnej” Synagogi i domy modlitwy w Warszawie od końca XVIII do początku XXI wieku (Wyd. DiG, 2007)
- Nurt mauretański w architekturze synagog Europy Środkowo-Wschodniej w XIX i na początku XX wieku (Wyd. Neriton, 2004)
- Survey of historic Jewish monuments in Poland: report to the United Stated Commission for the prese, avec Jan Jagielski et Phyllis Myers (World Monuments Fund, 1995)
- Zachowane synagogi i domy modlitwy w Polsce: le catalogue, avec Jan Jagielski (Żydowski Instytut Historyczny, 1996)